# Leptostylis gilli
Leptostylis gilli är en kräftdjursart som beskrevs av Francis Day 1980. Leptostylis gilli ingår i släktet Leptostylis och familjen Diastylidae. Inga underarter finns listade i Catalogue of Life.